# Isidor Eriksson
Karl William Isidor Eriksson (ur. 11 listopada 1909 w Sånga, zm. 21 stycznia 1979 w Sztokholmie) – piłkarz szwedzki grający na pozycji pomocnika.

## Kariera klubowa
W swojej karierze piłkarskiej Eriksson grał w klubie AIK Fotboll.

## Kariera reprezentacyjna
W 1936 roku Eriksson był w kadrze Szwecji na igrzyska olimpijskie w Berlinie. W kadrze narodowej nie rozegrał żadnego meczu.